# Jakob Windisch
Jakob Windisch (Bressanone, 20 de março de 1999) é um jogador de vôlei de praia italiano, que foi vice-campeão do Campeonato Mundial de Vôlei de Praia Sub-21 de 2019 na Tailândia.

## Carreira
Em 2018 estreou no Circuito Mundial ao lado de Enrico Rossi no Aberto de Aalsmeer,categoria uma estrela.E ao lado de Alberto Di Silvestre disputou a edição do Campeonato Mundial Sub-21 realizado em Udon Thani e obteve a medalha de prata.
Em 2019  disputou o Circuito Mundial ao lado de Samuele Cottafava, e  no Aberto de Göteborg terminaram na nona posição, depois na décima terceira posição no Aberto de Baden, alcançando a décima sétima colocação no Aberto de Liubliana, em seguida conquistando seu primeiro título no Aberto de Budapeste, na sequência o décimo sétimo posto no Aberto de Knokke-Heist, todos resultados na categoria uma estrela.Juntos terminaram na quarta posição no Campeonato Europeu Sub-22 em Antália.

## Título e resultados
- Future de Corigliano-Rossano do Circuito Mundial de Vôlei de Praia de 2023
- Torneio 1* de Budapeste do Circuito Mundial de Vôlei de Praia de 2019
- Campeonato Europeu de Vôlei de Praia Sub-22 de 2019